# 韋斯特鎮區 (密蘇里州新馬德里縣)
韋斯特鎮區（英語：West Township）是位於美國密蘇里州新馬德里縣的一個行政鎮區。

## 地方資料
韋斯特鎮區的面積為89.59平方千米，當中陸地面積為89.43平方千米，而水域面積為0.16平方千米。根據2020年美國人口普查的數據，當地共有人口1168人，而人口密度為每平方千米13.04人。